# جانيت ليون
جانيت ليون (بالسويدية: Janet Leon)‏ هي مغنية سويدية، ولدت في 19 أكتوبر 1990 في إيران.

## وصلات خارجية
- الموقع الرسمي
- جانيت ليون على موقع IMDb (الإنجليزية)
- جانيت ليون على موقع ميوزك برينز (الإنجليزية)
- جانيت ليون على موقع أول ميوزيك (الإنجليزية)
- جانيت ليون على موقع ديسكوغز (الإنجليزية)